# Spaelotis einsenbergeri
Spaelotis einsenbergeri är en fjärilsart som beskrevs av Hartig 1934. Spaelotis einsenbergeri ingår i släktet Spaelotis och familjen nattflyn. Inga underarter finns listade i Catalogue of Life.